# Lobsang Jigme Thubten Chökyi Nyima
| Tibetische Bezeichnung                                                             |
| ---------------------------------------------------------------------------------- |
| Tibetische Schrift: འཇམ་དབྱངས་བློ་བཟང་འཇིགས་མེད་ཐུབ་བསྟན་ཆོས་ཀྱི་ཉི་མ                         |
| Wylie-Transliteration: 'jam dbyangs blo bzang 'jigs med thub bstan chos kyi nyi ma |

Jamyang Lobsang Jigme Thubten Chökyi Nyima (* 1948) aus Gangca (Kangtsha) in Qinghai ist seit 1952 der 6. Jamyang Shepa Rinpoche und ein hoher chinesischer Politiker, der zahlreiche Ämter bekleidet. Er ist stellvertretender Vorsitzender der Chinesischen Buddhistische Gesellschaft und seit 2003 Direktor des 1987 vom 10. Penchen Lama gegründeten Chinesischen Akademie der Tibetischen Sprache für Höhere Buddhistische Studien, "die höchste staatlich geförderte Bildungseinrichtung für tibetische Reinkarnationen und Mönche" einer Art Hochschule des tibetischen Buddhismus mit Sitz im Westlichen Gelben Tempel in Peking, der höchsten Institution des tibetischen Buddhismus in der Volksrepublik China.